# Sint-Jacobsgasthuis (Maastricht)
Het Sint-Jacobsgasthuis was een middeleeuws gasthuis of hospitaal vlak bij het Vrijthof in de Nederlandse stad Maastricht. Het gasthuis diende als onderkomen voor pelgrims, die op weg naar Santiago de Compostella het graf van Sint-Servaas bezochten. In de zeventiende en achttiende eeuw diende de kapel als parochiekerk voor de uit de Sint-Janskerk verdreven katholieken. In 1803 werd het gebouw gesloopt.

## Geschiedenis

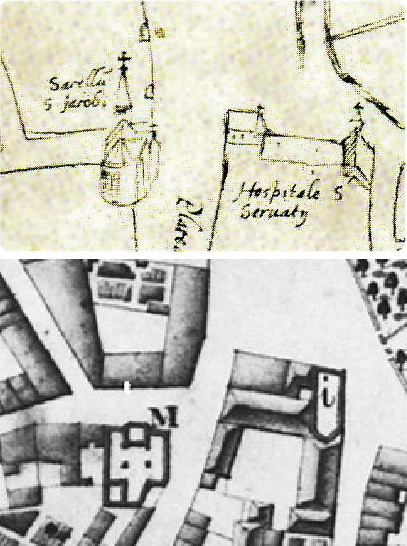
De zuidoosthoek van het Vrijthof op twee plattegronden uit 1587 en 1749. Het Sint-Jacobsgasthuis ligt tussen het Spaans Gouvernement en het Sint-Servaasgasthuis

De geschiedenis van de gasthuizen van het Sint-Servaaskapittel gaat ver terug. In de Regel van Aken, die sinds de negende eeuw voor seculiere kapittels gold, was de verplichting opgenomen om een domus hospitales, een gasthuis of hospitaal, in te richten. De oudste vermelding van een gasthuis bij de Sint-Servaaskerk is te vinden bij Jocundus (circa 1080), maar dit betrof waarschijnlijk het Sint-Servaasgasthuis.
De oudste vermelding van het Sint-Jacobsgasthuis dateert uit 1429, maar de instelling is zeker ouder. Het Sint-Jacobsgasthuis was speciaal bedoeld voor hen die op bedevaart waren naar het graf van de apostel Jakobus (Sint-Jacob). Deze pelgrimage was vooral in de dertiende en veertiende eeuw populair, waardoor in veel plaatsen langs de route Sint-Jacobsgasthuizen werden opgericht (zie: Pelgrimsroute naar Santiago de Compostella). Een van de hoofdroutes, de zogenaamde Niederdeutsche Strasse, liep via Keulen, Aken, Maastricht en Tongeren naar Parijs en vandaar via Tours naar Zuid-Frankrijk en Spanje. Op geregelde afstanden vonden pelgrims logeergelegenheden, bij voorkeur in plaatsen waar zich beroemde relikwieën of heiligenbeelden bevonden. In Aken is de Sint-Jacobskerk waarschijnlijk een overblijfsel van een gelijknamig gasthuis; in Tongeren is het Sint-Jacobsgasthuis bewaard gebleven.
Het logies en de maaltijden in een dergelijk gasthuis waren voor de bedevaartgangers nagenoeg kosteloos. Concrete gegevens over de opvang van pelgrims in Maastricht ontbreken. In een schepenakte uit 1429 doet de weduwe Rutten uit Leut een legaat aan de "bruederscap sgasthuys des gueden sinte Jacob aldaer". Zodoende weten we dat in het gasthuis een broederschap gevestigd was, waarschijnlijk van Maastrichtse Compostella-gangers en andere vereerders van Sint-Jacob. Wellicht beheerden zij ook het gasthuis. In 1521 worden de statuten van de broederschap met goedkeuring van de stedelijke magistraat gewijzigd. Over de betrekkingen tussen het gasthuis en het Sint-Servaaskapittel zijn geen gegevens bekend.
Naast het Sint-Servaas- en Sint-Jacobsgasthuis bezat het Sint-Servaaskapittel nog een instelling voor maatschappelijke zorg: het in de dertiende eeuw gestichte gasthuis van Sint-Nicolaas in Tweebergen, op de hoek van de Brusselsestraat en de tegenwoordige Jekerstraat, dat tot eind zestiende eeuw in functie bleef. Tijdens de zevenjaarlijkse heiligdomsvaarten konden de gasthuizen van Sint-Servaas en Sint-Jacob de toestroom van pelgrims niet aan en boden ook andere gasthuizen (en particulieren) onderdak. Vanaf de zestiende eeuw nam het aantal pelgrims in Maastricht sterk af, waardoor veel gasthuizen verdwenen of zich op andere doelgroepen gingen richten. In 1500 waren er dertien gasthuizen in Maastricht; in 1626 waren er daarvan nog maar zes over. Van het Sint-Jacobsgasthuis is niet bekend tot wanneer het gefunctioneerd heeft, maar waarschijnlijk werd het al in de zestiende eeuw opgeheven. De bezittingen zouden daarna zijn overgaan op het Sint-Servaasgasthuis.

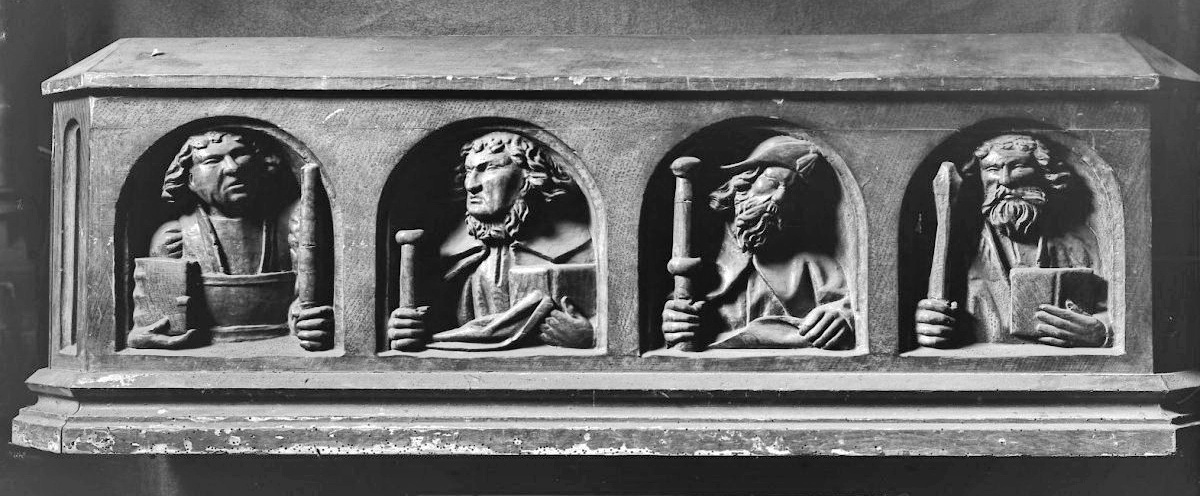
Deel van apostelbalk, mogelijk uit de Sint-Jacobskapel. De derde van links is Jakobus de Meerdere (met muts met Jacobsschelp)

Na de verovering van Maastricht door Parma maakten de Maastrichtse minderbroeders enkele tientallen jaren gebruik van de kapel van het Sint-Jacobsgasthuis, omdat hun eigen kerk en klooster in 1578 bij godsdiensttwisten tussen katholieken en protestanten was verwoest. Na de verovering door Frederik Hendrik eisten de protestanten twee katholieke parochiekerken voor hun eigen eredienst op. De parochie van Sint-Jan-de-Doper moest de Sint-Janskerk in 1633 verlaten en kerkte daarna in de Sint-Jacobskapel. Tussen 1673 en 1705 vond het beeld van de Sterre der Zee hier onderdak.
In de Franse tijd, omstreeks 1803, werd de kapel gesloopt. Van het Sint-Jacobsgasthuis en de kapel zijn geen zichtbare delen bewaard gebleven. Alleen de naam van de Sint-Jacobstraat (tussen Vrijthof en Kapoenstraat) herinnert aan het bestaan van het gasthuis en de kapel. Mogelijk is een apostelbalk in de schatkamer van de Sint-Servaasbasiliek afkomstig uit de Sint-Jacobskapel.

## Beschrijving

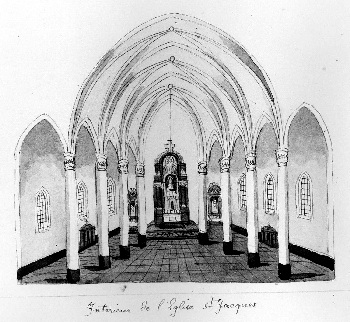
Kapel, reconstructie interieur

De kapel van het Sint-Jacobsgasthuis lag op de hoek van de Bredestraat en de Sint-Jacobstraat, waarschijnlijk nog binnen de claustrale singel van het Sint-Servaaskapittel. Dat het gasthuis daar ook lag, ligt voor de hand en lijkt te worden bevestigd door een mededeling in 1440 waarin beide in één adem worden genoemd. In 1459 echter is er sprake van het gasthuis op de hoek Kapoenstraat-Lenculenstraat en begin achttiende eeuw blijkt de Broederschap van Sint-Jacob daar nog een vijftal huisjes te bezitten. Een bevredigende verklaring hiervoor ontbreekt.

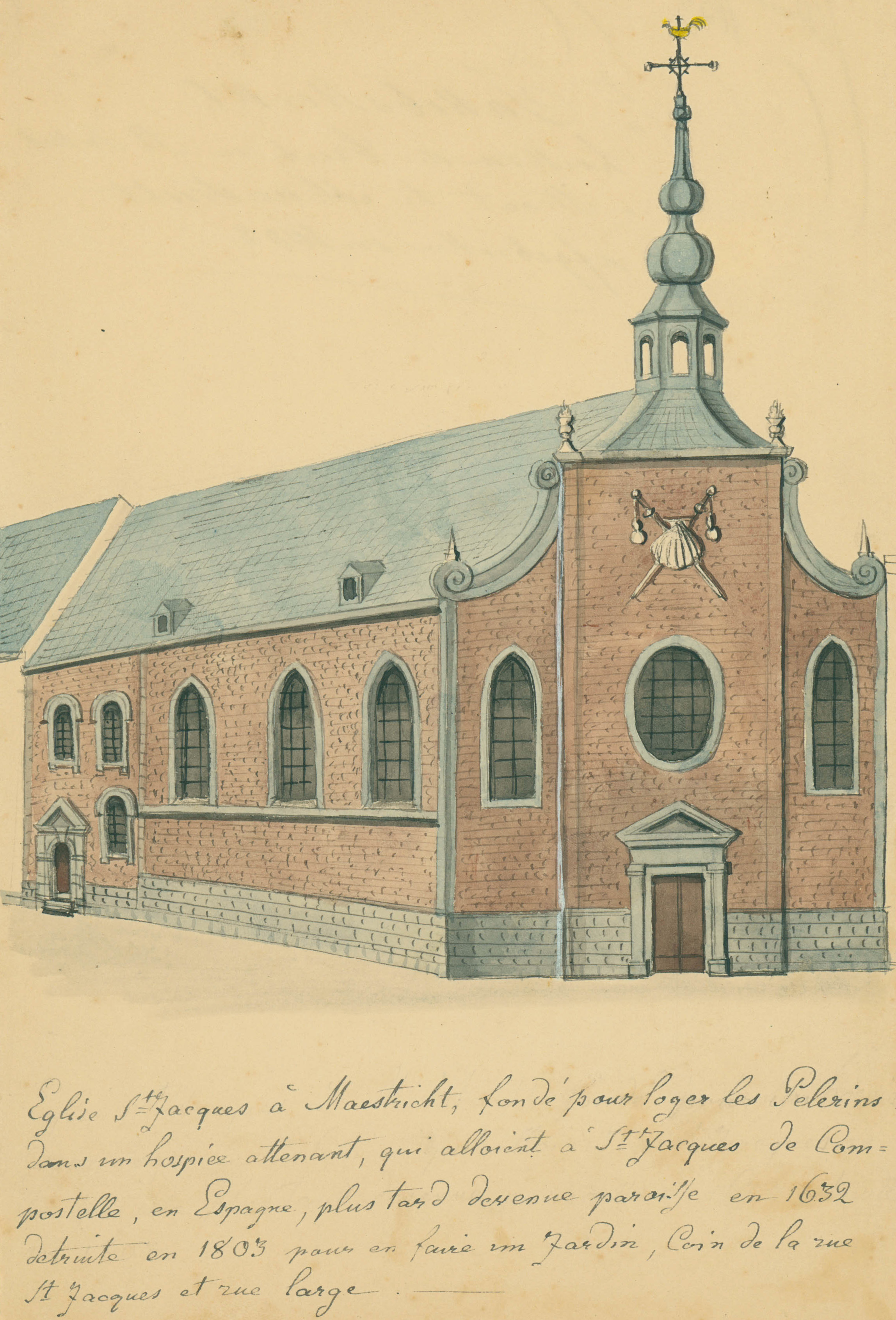
Tekening Ph. van Gulpen, ca. 1840

De kapel had aanvankelijk een gotisch uiterlijk. Een schets uit 1587 (zie hierboven) biedt weinig houvast, maar een aan Valentijn Klotz toegeschreven tekening uit omstreeks 1670 toont een niet-georiënteerd, dubbelschepig bouwwerk met enkele gotische ramen. De ingang bevond zich aan de noordzijde van het westelijk schip. Op datzelfde schip bevond zich een spits toelopende dakruiter. Waarschijnlijk is de kapel in de eerste helft van de achttiende eeuw verbouwd of vervangen door nieuwbouw in barokke stijl. De zeer nauwkeurige stadsplattegrond van de Franse ingenieur Larcher d'Aubencourt uit 1749 toont een georiënteerd, min of meer vierkant bouwwerk met een geïntegreerde toren en een enigszins scheef priesterkoor dat de rooilijn van de Bredestraat lijkt te volgen. Een reconstructietekening van Philippe van Gulpen (1792-1861), die de kapel mogelijk als kind nog heeft gezien, lijkt te passen bij de door D'Aubencourt opgemeten plattegrond. Van Gulpen tekent een westgevel met een ingebouwde toren die een barokke torenbekroning draagt. De ingang (met fronton) bevindt zich in de toren; daarboven bevindt zich een ovaal raam en een versiering met het pelgrimsteken van Sint-Jacob: een Sint-Jacobsschelp met twee gekruiste knapzakken. Het bij D'Aubencourt nog vrijliggende koor is bij Van Gulpen ingebouwd. Het drieschepige interieur, weergegeven op een andere tekening van Van Gulpen, doet nog erg gotisch aan.